# Chiesa di San Giusto Martire (Gruaro)
La chiesa di San Giusto Martire è la parrocchiale di Gruaro, in città metropolitana di Venezia e diocesi di Concordia-Pordenone; fa parte della forania del Portogruarese.

## Storia

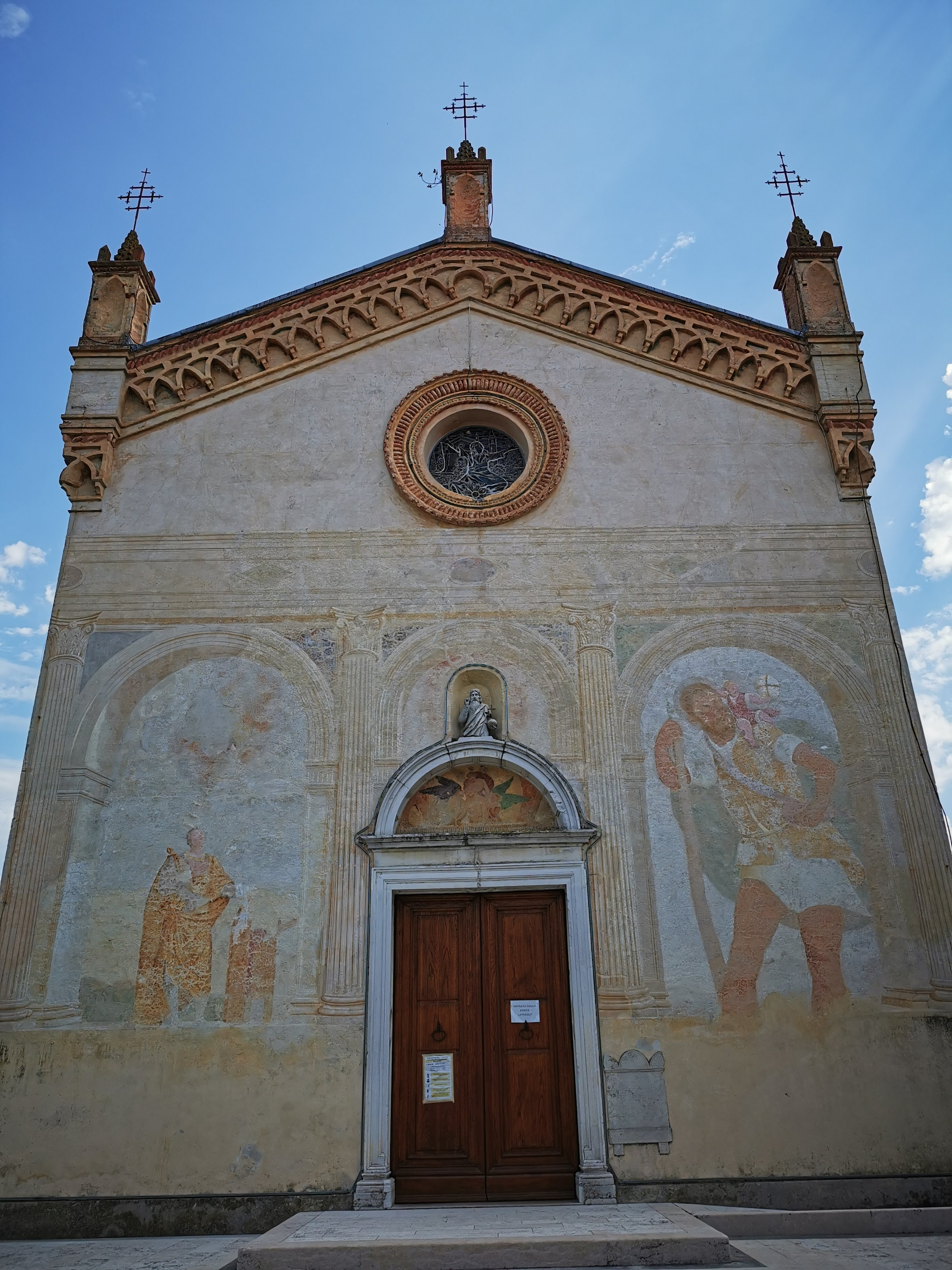
La facciata

La prima citazione di una chiesa a Gruaro risale al 1183, essendo stata menzionata nella bolla di quell'anno di papa Lucio III come dipendente dall'abbazia di Santa Maria in Silvis di Sesto al Reghena; nella bolla del 1187 di papa Urbano III fu annoverata tra le pievi della diocesi di Concordia.
Presso tale chiesa si verificò nel 1294 un fatto miracoloso: su una tovaglia sulla quale era rimasta un'Ostia consacrata apparvero delle macchie di sangue originatesi dell'Ostia stessa; il pievano ne fu subito informato e, se in un primo momento la tovaglia avrebbe dovuta essere portata nella cattedrale di Concordia, fu poi trasportata per volere del conte di Valvasone, che fece edificare nel suo paese una chiesa dedicata al Corpo di Cristo atta ad ospitare la sacra reliquia.
Nel 1332 alla chiesa venne lasciato da un certo Filippo dei fu Martino Toano un beneficio, che però andò poi all'abbazia di Sesto.
Nel XV secolo venne edificata la nuova chiesa, la quale fu in seguito oggetto di vari restauri.

## Descrizione
La facciata a capanna è caratterizzata da alcuni affreschi di grandi dimensioni, quello raffigurante San Giusto Martire con vicino proprio la chiesa di Gruaro e la torre merlata del castello, e quello di San Cristoforo col Bambino.
Sopra il portale, che presenta un timpano curvilineo, si apre il rosone, mentre sotto la linea di gronda sono presenti degli archetti pensili.
Accanto alla chiesa sorge il campanile, che, all'altezza della cella, presenta una monofora per lato; inoltre, è coronato da una cuspide poggiante su un tamburo ottagonale.